# Carlo Tapia

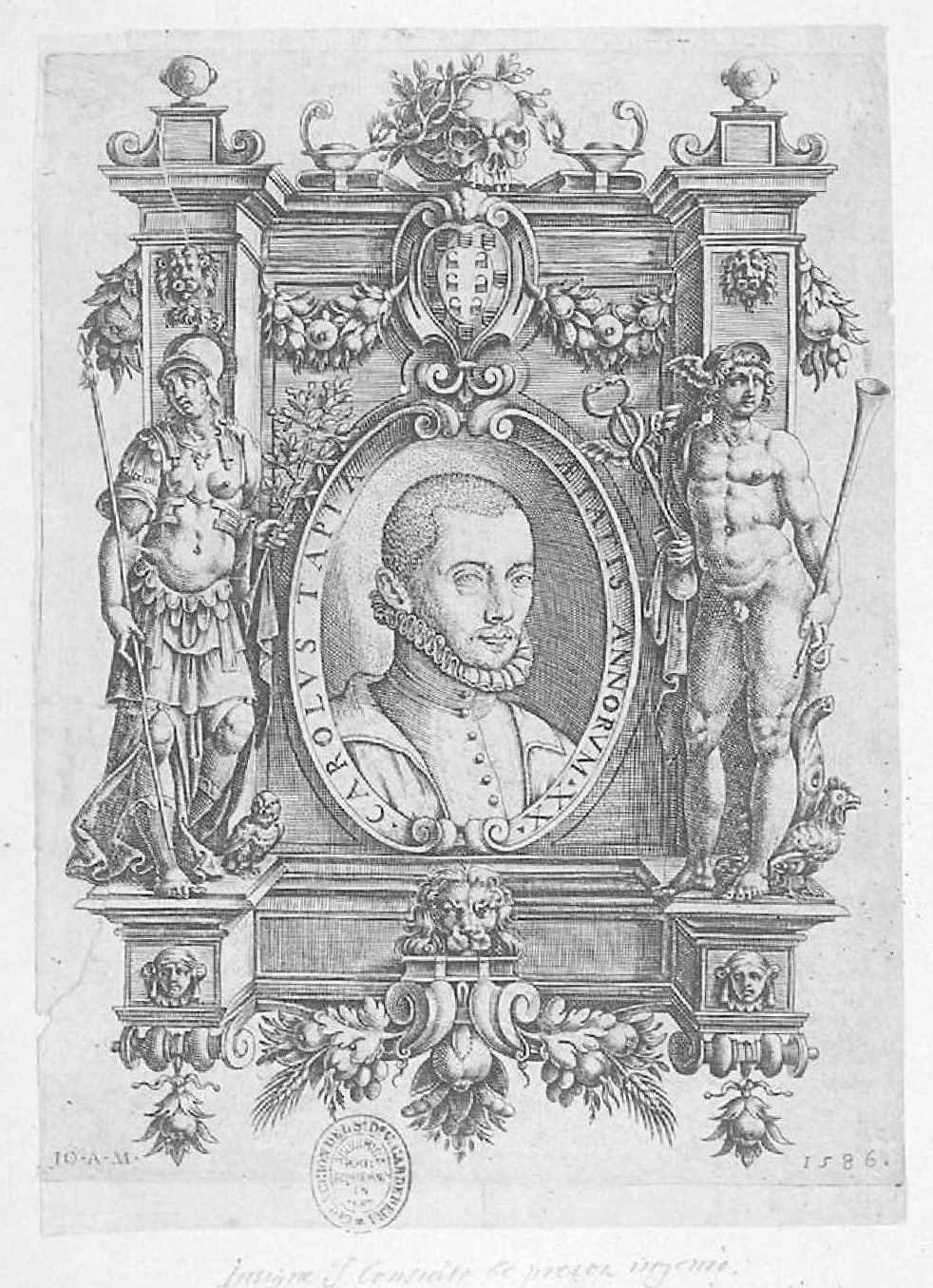
Carlos Tapia, ilustración de sus Commentarivs in rubricam et legem, Nápoles, 1586. Inscripción: «Carolus Tapia aetatis annorum XX», Biblioteca Nacional de España.

Carlo Tapia (Lanciano, 1565-Nápoles, 1644), jurisconsulto napolitano de origen español, regente del Consejo de Italia con Felipe III, en 1625, reinando Felipe IV, fue enviado de regreso a Nápoles como regente del Colateral. En 1624 compró los títulos de marqués de Belmonte y de Castelnuovo.

## Biografía
Nieto de un jurista salmantino establecido en Nápoles, su padre, Egidio Tapia, nacido ya en Lanciano, fue también jurista, casado con Isabella Ricci o Riccia, de la baja nobleza local. Primogénito del matrimonio, al quedar huérfano en 1578 y con tales antecedentes familiares fue puesto bajo la tutela de Francisco Álvarez de Rivera y de Girolamo Olzignano, presidentes de la Cámara de la Sumaria. Bajo su guía se doctoró in utroque iure con solo dieciocho años y dos años más tarde, en 1586, publicó su primera obra jurídica, los Commentarivs in rubricam et legem, en los que se cuestionaba si el príncipe ha de sujetarse a la ley y defendía el papel moderador de los magistrados, como garantes del equilibro del sistema. En julio de 1588 el virrey conde de Miranda le encomendó la auditoría del Principato Ultra, división administrativa que, por su situación en un territorio montañoso al norte del reino e incluir en su término el enclave de Benevento, de los Estados Pontificios, era frecuente teatro de operaciones de bandidos y contrabandistas, amparados muchas veces por los barones locales, a la vez que fuente de conflictos jurisdiccionales con la Iglesia. Tapia actuó con firmeza, encarcelando a algunos de aquellos barones, a los que acusó de exportación ilegal de grano a Benevento con el consiguiente encarecimiento del precio del grano destinado el consumo local. Por su eficaz labor en esta misión y en asegurar el abastecimiento de grano a Nápoles el conde de Miranda lo mencionó muy elogiosamente en un memorial dirigido a Madrid y lo recompensó en 1591 con una plaza en la audiencia de Salerno.
En 1594 publicó De religiosis rebus tractatus, en el que de forma sistemática trataba de los asuntos jurídicos relacionados con la Iglesia y del estado religioso. Dos años más tarde ocupó una plaza de juez en el tribunal de la Vicaría de Nápoles y en 1597 entró a formar parte del órgano superior de la administración judicial y financiera del reino, el Sacro Regio Consiglio. Al mismo tiempo comenzó a trabajar en una recopilación del derecho napolitano, Ius Regni Neapolitani ex constitutionibus, capitolis, ritibus, pragmaticis, neapolitanum privilegis, que publicó en siete volúmenes, los dos primeros en 1605 y el último poco antes de su muerte, en 1643. En 1611 fue llamado a Madrid para integrarse como regente de Nápoles en el Consejo de Italia. Pasó en la corte los catorce años siguientes. En 1614 contrajo matrimonio con Mariana de Leyva, nieta del príncipe de Áscoli, que le proporcionó un rico patrimonio al que se agregaría el que él mismo había ido reuniendo en su ascendente carrera y que completaría luego con la compra de tierras y títulos feudales.
El cambio de régimen, a la muerte de Felipe III, le colocó en una posición incómoda; aunque crítico con los nuevos consejeros de Felipe IV, pudo inicialmente seguir en su puesto de regente del Consejo, y, a pesar de su colaboración con Uceda, como se apreciaba su formación y carácter dialogante, no se le sancionó y se le buscó salida en 1624 enviándole de retorno a Nápoles como consejero del duque de Alba y regente del Consejo del Colateral, donde siguió recibiendo los favores y atenciones de la corte de Madrid para sí y sus descendientes.
En su puesto de regente del Colateral prestó ayuda legal y financiera a san José de Calasanz para fundar, a finales de 1626, la primera casa de los escolapios en Nápoles, cerca de Porta Capuana, en el barrio obrero de la Duchesca. A Tapia se referirá Calasanz en su correspondencia como el «promotor» de la presencia de la orden en Nápoles. Sus ideas sociales las recogió en el Trattato dell'abondanza (Tratado de la abundancia), específicamente dedicado a asegurar el aprovisionamiento del trigo sirviéndose de la experiencia que había adquirido como joven abogado en el Principato Ultra, obra publicada en Nápoles en 1638 en la que criticaba la política fiscal de la corona española y proponía la creación de un tribunal de la abundancia capaz de crear riqueza mediante incentivos a la agricultura, la supresión de intermediarios y la apertura de canales, entre otras medidas, recibidas en su tiempo con escepticismo.